# Veliki Cvjetnić
Veliki Cvjetnić (en serbe cyrillique : Велики Цвјетнић) est un village de Bosnie-Herzégovine. Il est situé sur le territoire de la ville de Bihać, dans le canton d'Una-Sana et dans la fédération de Bosnie-et-Herzégovine. Selon les premiers résultats du recensement bosnien de 2013, il compte 56 habitants.
Avant la guerre de Bosnie-Herzégovine, le village faisait partie de la municipalité de Drvar, elle aussi située dans la fédération de Bosnie-et-Herzégovine mais dans le canton 10.

## Démographie

### Évolution historique de la population
| 1948 | 1953 | 1961 | 1971 | 1981 | 1991 | 2013 |
| ---- | ---- | ---- | ---- | ---- | ---- | ---- |
| -    | -    | 537  | 475  | 365  | 212  | 56   |

|  |

### Communauté locale
En 1991, la communauté locale de Veliki Cvjetnić comptait 324 habitants, répartis de la manière suivante :